# Portrét krále komiků
Portrét krále komiků je střihový film z roku 1987 sestávající z ukázek z filmů Vlasty Buriana, s jeho medailonem a komentářem Josefa Abrháma.

## Děj
Medailon o Vlastu Burianovi. Komentář mluví Josef Abrhám. Film je medailon o Burianově životě a hlavně pojednává i o poválečném období. Je zde také Burianův herecký medailon. Je to čtvrtý střihový film Vlasty Buriana. Film byl natočen až po jeho smrti.

## Obsazení
- Vlasta Burian, hlavní role (sestřih nejlepších rolí z archívu)
- Josef Abrhám, komentář
- Bohumil Musil, námět, scénář a režie

## Technické údaje
- Rok výroby: 1987
- Premiéra: 1987,
- Zvuk: zvukový,
- Barva: černobílý a barevný,
- Délka: 18 minut,
- Druh filmu: střihový, dokument, komedie
- Výroba: Československý státní film